# Ameritech Cup 1997
Ameritech Cup 1997 — жіночий тенісний турнір, що проходив на закритих кортах з килимовим покриттям UIC Pavilion у Чикаго (штат Іллінойс, Сполучені Штати Америки|США). Належав до турнірів 2-ї категорії в рамках Туру WTA 1997. Проходив удвадцятьшосте і востаннє, і тривав 3 до 9 листопада 1997 року. Третя сіяна Ліндсі Девенпорт здобула титул в одиночному розряді й отримала за це 79 тис. доларів США.

## Фінальна частина

### Одиночний розряд
Ліндсі Девенпорт —  Наталі Тозья 6–0, 7–5
- Для Девенпорт це був 12-й титул за сезон і 30-й — за кар'єру.

### Парний розряд
Александра Фусаї /  Наталі Тозья —  Ліндсі Девенпорт /  Моніка Селеш 6–3, 6–2
- Для Фусаї це був 3-й титул за сезон і 4-й — за кар'єру. Для Тозья це був 3-й титул за сезон і 18-й — за кар'єру.